# Honda X8R

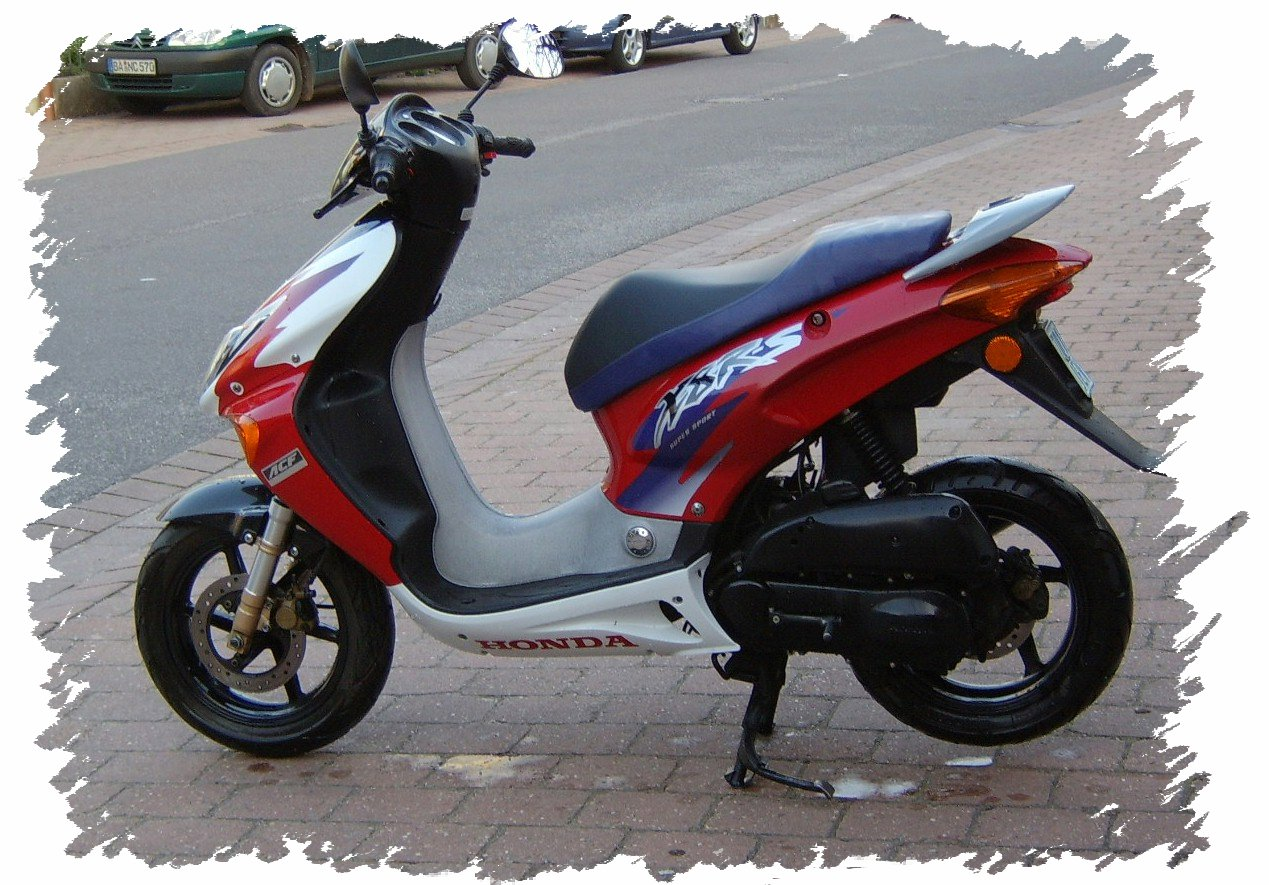
Honda X8R-S.

Honda X8R är en tvåtaktsmoped av scootertyp. Den har sålts i Sverige som 30-moped. Honda X8R finns i två modeller som heter X8R-S och X8R-X, det är några få skillnader på dessa modeller, X står för "cross" och S för "Sport".